# 中部日本スキー大会
常陸宮賜杯 中部日本スキー大会（ひたちのみやしはい ちゅうぶにほんスキーたいかい）は、中部地方の7県（富山県・石川県・福井県・岐阜県・静岡県・愛知県・三重県）対抗のスキー大会である。主催は中部7県スキー連盟と中日新聞社など。

## 賜杯
2005年までは優勝県に高松宮賜杯が授与されていたが、2006年からは常陸宮賜杯が授与されている。

## 実施競技
継走・長距離競技・大回転競技・回転競技（第1回から第29回まで）
リレー・クロスカントリー・ジャイアントスラローム・スラローム（第1回から第64回まで）